# Henriette Bui Quang Chiêu
Henriette Bùi Quang Chiêu, née le 8 septembre 1906 à Hanoï et morte le 27 avril 2012 dans le 19e arrondissement de Paris, est une gynécologue vietnamienne, qui fut la première femme médecin au Vietnam.

## Biographie
Henriette Bui est née Henriette Bùi Quang Chiêu, le 8 septembre 1906 à Hanoi au Vietnam. Elle est la deuxième fille d'une riche famille vietnamienne de nationalité française en Cochinchine. Sa mère, Vuong Thi Y, est une sino-vietnamienne. Son père, Bùi Quang Chiêu, est un journaliste et un homme politique en Cochinchine pendant la période coloniale française. À l'âge de 15 ans, Bui a étudié un an en France,à Chartres, avant d’interrompre sa scolarité un an pour cause de maladie. Sa mère meurt en 1916. Henriette Bui passe également par le lycée Marie-Curie de Saïgon. Elle réussit à convaincre son père de ne pas être mariée jeune et de pouvoir mener des études supérieures de médecine, comme un de ses frères aînés. Elle commence des études de médecine en 1926.
Elle y étudie pendant sept ans, se spécialise en anatomie pathologique, en obstétrique, en gynécologie, en pédiatrie et en puériculture, avant d'obtenir son diplôme de docteur en médecine en 1934, avec une thèse saluée et récompensée par des médailles.
Elle revient au Vietnam en 1935. Elle est mariée, d’un mariage arrangé et voulu par son père, à un avocat de la cour d’appel de Saïgon, Vuong Quang Nhuong. Cet avocat est également membre du parti constitutionnel indochinois créé par son père, un parti qui s’accommode de la situation coloniale. Mais elle demande le divorce dès 1937.
Elle exerce comme médecin et est nommée ainsi à la tête du département des sages-femmes de l'hôpital de Cholon, et constate une forte discrimination sur son salaire par rapport à ses collègues, des hommes français originaires de la métropole, et un certain racisme à son égard. Puis elle est autorisée à ouvrir un cabinet privé de gynécologue, le pays manquant de ce type de spécialistes,.
En 1945, pendant la révolution d'Août, son père, bien que retiré de la politique, est arrêté par le Việt Minh. Accusé de collaboration avec le pouvoir colonial français, il est exécuté, avec une partie de sa famille dont ses fils.
Henriette Bui vit, sans être mariée, avec un ingénieur, ancien ingénieur de l'École polytechnique et de l’École nationale des ponts et chaussées, Nguyen Ngoc Bich, par ailleurs engagé dans le combat nationaliste par les armes contre la France. Capturé par les français et torturé, il échappe à la mort grâce à l’intercession d’officiers polytechniciens, alertés par Henriette Bui. Il est contraint à l’exil en France, où il fondera quelques années plus tard les Éditions Minh Tan.
En 1957, elle se rend au Japon pour étudier l'acupuncture. Puis elle s’installe à Paris, y suivant Nguyên Ngoc Bich, et tente sans grand succès d’y introduire l’acupuncture. Elle revient à nouveau au Sud-Vietnam en 1965, soigne notamment des combattants (des deux bords, intervenant dans un cadre humanitaire). Puis elle quitte définitivement le pays en 1975 pour la France. Elle prend sa retraite de médecin en 1978. Elle meurt à Paris en 2012.